# Cerralbo
Pour l’archéologue et homme politique, marquis de Cerralbo, voir Enrique de Aguilera y Gamboa.
Cerralbo est une commune de la province de Salamanque dans la communauté autonome de Castille-et-León en Espagne.